# Печёночные мхи
Печёночные мхи, или Печёночники, или Маршанциевые мхи (лат. Marchantiophyta [syn. Hepaticophyta]), — отдел моховидных растений со слабо развитой протонемой (не разделены на стебель и листья). Распространены по всему земному шару. Число видов — от шести до восьми тысяч. 
Ранее Печёночные мхи рассматривались как класс отдела Мхи, или Моховидные (Bryophyta), — Marchantiopsida, или Hepaticopsida.

## Описание
Печёночные мхи — мелкие и нежные мохообразные растения.
Одни из них снабжены стебельками и листьями, лишёнными всяких жилок и расположенными в два или три ряда; те, что находятся на стороне, обращённой к почве, чешуевидны и совершенно другой формы, чем остальные. Верхние листья, располагаясь обыкновенно в два ряда, имеют две лопасти, из которых одна маленькая принимает особую форму и пригнута книзу.
Другие представляют плоское или плосковатое слоевище, распростёртое на земле или даже плавающее на воде. Это слоевище обыкновенно ветвится развилисто, тёмно-зелёного цвета и несёт у некоторых, на нижней стороне, нежные чешуйки, расположенные в два ряда и соответствующие, очевидно, листьям.
Мужские (антеридии) и женские (архегонии) органы этих растений построены совершенно наподобие тех же органов лиственных мхов, но расположены они часто иначе, иначе и развиваются после оплодотворения. У листоносных они, подобно лиственным мхам, занимают верхушки стебельков, у слоевцовых — или образуются особые отростки разной формы, несущие на верхушке органы оплодотворения, или же эти органы сидят на самом слоевище. После оплодотворения нижняя вздутая часть архегония, разрастаясь, не выносится, как у лиственных мхов, вверх, а пробуравливается развивающимся спороплодником и остаётся при основании его ножки в виде нежного влагалища. Сам спороплодник раскрывается створочками или зубцами на 2, 4 и больше; у многих он содержит, кроме спор, так называемые элатеры, то есть веретенчатые, извилистые клеточки, содержащие спиральное утолщение внутри; элатеры, вследствие своей гигроскопичности, действуют как пружинки, способствуя раскрыванию спор.
Кроме полового размножения, печёночные мхи способны размножаться с помощью особых почек, содержащихся, как, например, у маршанции, в особых блюдцевидных вместилищах. Заросток у этих растений незначительный, а корни заменены одноклетными волосками, обильно образующимися на нижней стороне слоевища или на основании стебельков.

## Юнгерманниевые печёночники
У юнгерманниевых печёночников (Jungermanniales) стебель построен из одинаковых клеток, например у рода Хлорантелия (Chloranthelia). Но у некоторых видов по периферии стебля клетки отличающейся формы образуют «кору». Остальная часть клеток составляет «сердцевину». С нижней стороны стебля от его поверхностных клеток отходят одноклеточные бесцветные или окрашенные ризоиды, они часто разветвляются на концах. Ветвления иногда вздуваются, и в них вселяются грибы. Эпифитные печёночники дисковидными расширениями на концах ризоидов плотно прикрепляются к субстрату.
Выводковые почки обычно образуются из одной или двух клеток, развивающихся на верхушке побегов или листьев. Различают эндогенные и экзогенные (по способу возникновения) выводковые почки. Первые закладываются внутри поверхностных клеток и освобождаются после разрыва их верхних стенок. Экзогенные выводковые почки образуются у юнгерманниевых на верхушке молодых листьев или на верхушке мелколистных побегов, производящих выводковые почки.
Выводковые ветви известны у пеллии эндивиелистной (Pellia endiviifolia). Осенью развиваются сильно разветвленные побеги на концах её слоевищ. Они позднее отпадают, и из них вырастают новые растения.
Очень часто при отсутствии полового размножения печёночники размножаются вегетативно, но иногда оба процесса протекают одновременно. Существуют также печёночники, размножающиеся только спорами. У печёночников других видов, напротив, образование спор полностью отсутствует или происходит очень редко и они размножаются только выводковыми тельцами.
У ряда мхов сильно развито ветвление, что часто ведет к образованию ими подушковидных дернин.

## Слоевищные печёночники

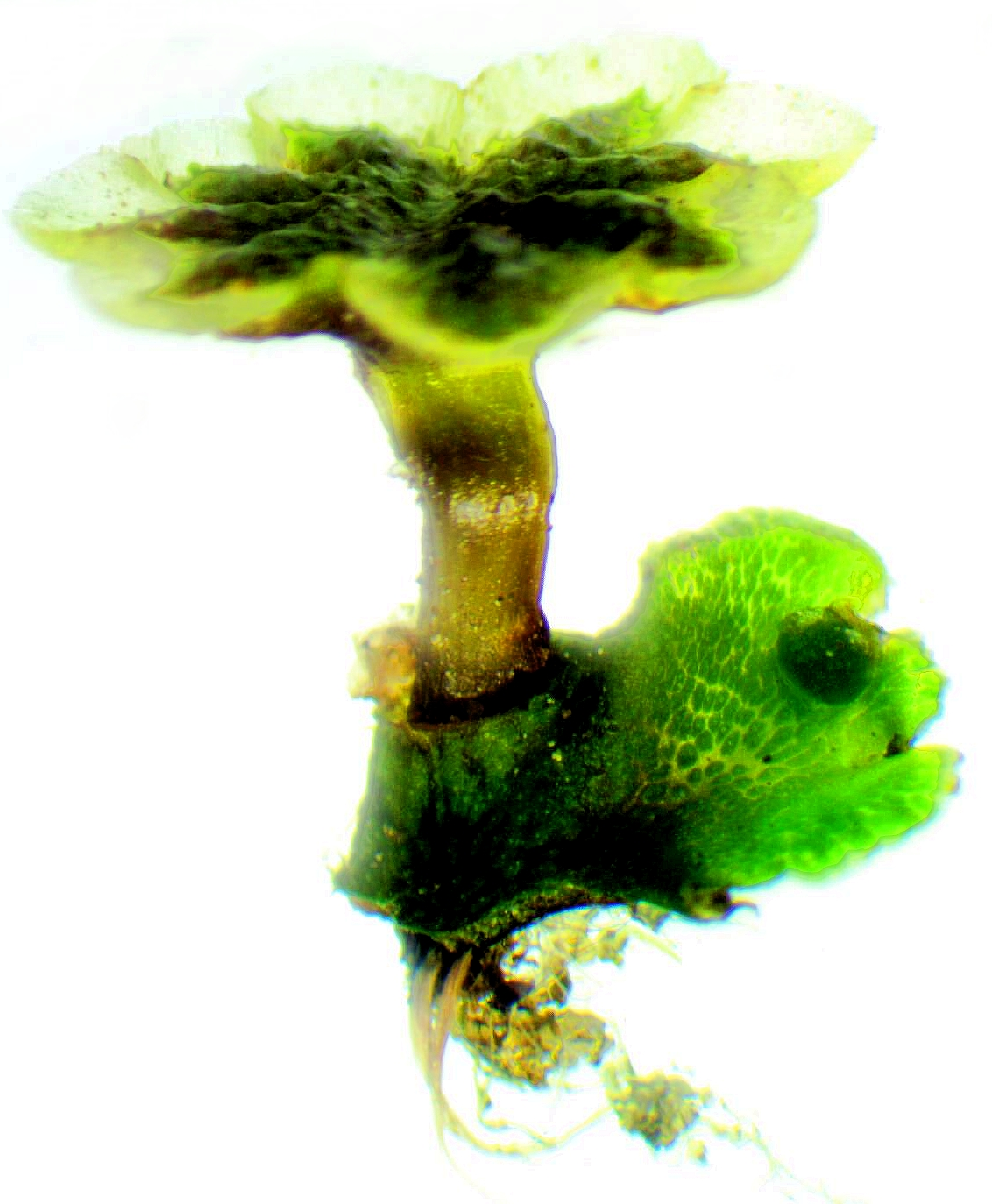
Слоевище маршанции с антеридиофорами (мужскими подставками), на которых находятся антеридии (мужские органы полового размножения)

У разных представителей слоевищных печёночников наблюдаются значительные различия в размерах, формах роста и общем облике. Наиболее часто встречаются плоские, стелющиеся по земле, дихотомически ветвящиеся слоевища, но иногда они могут выглядеть как обособленные округлые розетки разной величины.
В субтропических и тропических странах наблюдается особенно сложная дифференциация гаметофоров, если в нижней части они приобретают вид корней и стеблей, а в верхней сохраняют листовидную форму с различным характером расчленения пластинки. Это придает таким печёночникам своеобразную уплощенно древовидную форму.
Наиболее простой тип слоевища можно видеть у печёночников из рода Сферокарпус (Sphaerocarpos). Дальнейшее усложнение строения слоевища наблюдается у паллавицинии (Pallavicinia) и близких к ней родов Симфиогина (Symphyogyna), Мерчия (Moerckia) и Гименофитум (Hymenophytum), у которых в основной ткани слоевища проходит один или два проводящих пучка вытянутых клеток. В центре каждого пучка находится группа гидроидов — пористых клеток с утолщенными продольными стенками, проводящих воду. Гидроиды окружены двумя-тремя рядами лептоидов — тонкостенных, содержащих плазму, вытянутых в длину и разделенных косыми поперечными стенками клеток. По лептоидам осуществляется передвижение органических веществ. У видов рода метцгерия (Metzgeria) слоевище представлено многослойной жилкой, одетой крупными эпидермальными клетками и отходящей от неё однослойной пластинкой. Усложнение строения слоевища проявляется далее в расчленении пластинки на отдельные листовидные лопасти и в появлении разнообразных чешуек на нижней или верхней стороне слоевища.
Сложное строение слоевища характерно для представителей порядка маршанциевых (Marchantiales). У наземных видов рода Риччия  (Riccia) слоевище состоит из двух тканей: нижней — основной и верхней — ассимиляционной. Основная ткань образована несколькими слоями тонкостенных бесхлорофилльных паренхимных клеток, в которых откладывается крахмал. С нижней стороны основная ткань покрыта одним—тремя слоями эпидермальных клеток, от которых отходят ризоиды и брюшные чешуйки, расположенные в один или два ряда. Ассимиляционная ткань построена из однорядных вертикальных столбиков паренхимных клеток с хлоропластами. Одна или две верхние клетки столбиков (не содержащие хлоропластов) более крупные. Они закрывают проход в воздушные каналы между столбиками клеток, что защищает слоевище от высыхания. У водных риччий ассимиляционная ткань образует воздушные камеры.
Маршанциевые печёночники

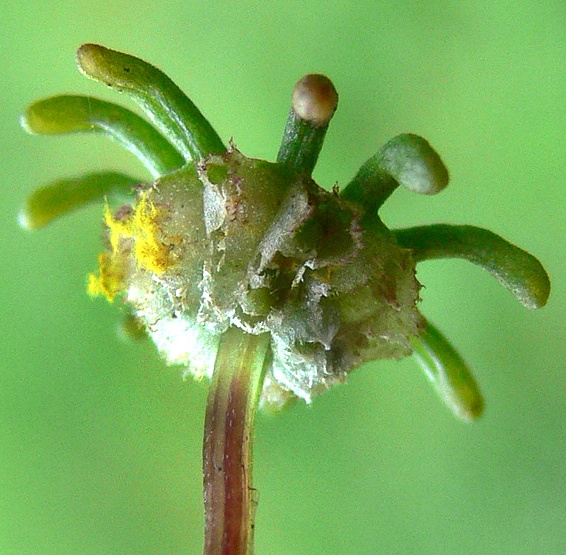
Marchantia polymorpha: подставка с архегониями (женскими органами полового размножения) крупным планом

У маршанциевых печёночников (Marchantiales) слоевище дифференцировано. Основная ткань состоит из нескольких слоев паренхимных клеток, содержит крахмал, иногда масляные тельца, а также клетки и каналы, заполненные слизью. Снизу она покрыта однослойной эпидермой. Иногда в основной ткани, встречаются буроокрашенные волокна, а у коноцефалума (Conocephalum) — клетки со штриховатыми утолщениями стенок. Ассимиляционная ткань разделена на воздушные камеры, которые отделены одна от другой однослойными стенками и покрытые сверху однослойной эпидермой. Воздушные камеры наверху открываются устьицами. Простые устьица окружены одним или несколькими кругами замыкающих клеток по 4—8 клеток в ряду. Бочонковидные устьица по форме очень похожи на каналы, образованные несколькими расположенными друг над другом кольцами клеток. У некоторых представителей в воздушных камерах отсутствуют ассимиляционные нити, и их функцию выполняют богатые хлоропластами клетки стенок камер.
Разнообразие листостебельных печёночников в основном зависит от чрезвычайного варьирования формы и размеров филлодиев, обычно называемых для удобства листьями. На округлом, большей частью моноподиально разветвленном и обычно лежачем стебле листья расположены в два или три ряда. Сходные своими очертаниями боковые листья располагаются по обе стороны стебля, снизу расположен один ряд нижних (брюшных) листьев, называемых амфигастриями. Амфигастрии значительно отличаются от боковых листьев формой и величиной.

## Систематика
Классы и порядки печёночных мхов согласно базе данных Catalogue of Life:
- Haplomitriopsida Stotler et Grand.-Stotl., 1977 — Гапломитриевые
  - Haplomitriales — Гапломитриевые
  - Treubiales — Треубиевые
- Jungermanniopsida Stotler et Grand.-Stotl., 1977 emend., 2000 — Юнгерманниевые
  - Fossombroniales
  - Jungermanniales — Юнгерманниевые
  - Metzgeriales — Метцгериевые
  - Pallaviciniales
  - Pelliales — Пеллиевые
  - Pleuroziales — Плеурозиевые
  - Porellales — Порелловые
  - Ptilidiales — Птилидиевые
  - †incertae sedis
- Marchantiopsida Cronquist, Takht. et W. Zimm., 1966 — Маршанциевые
  - Blasiales — Блазиевые
  - Lunulariales — Лунуляриевые
  - Marchantiales — Маршанциевые
  - †Naiaditales
  - Neohodgsoniales
  - Sphaerocarpales — Сферокарповые